# Natação nos Jogos Pan-Americanos de 1951 - 1500 m livre masculino
As competições dos 1500 metros livre masculino da natação nos Jogos Pan-Americanos de 1951 foram realizadas entre 27 de fevereiro e 2 de março, no Club Universitario, em Buenos Aires.

## Calendário
Horário local (UTC-3).
| Data            | Horário | Fase          |
| --------------- | ------- | ------------- |
| 27 de fevereiro | 17:00   | Eliminatórias |
| 2 de março      | 20:30   | Final         |

## Medalhistas
| Ouro   | BRA Tetsuo Okamoto     |
| Prata  | MEX Tonatiuh Gutiérrez |
| Bronze | MEX Efrén Fierro       |

## Resultados

### Eliminatórias

#### Bateria 1
| Pos. | Nome                    | Nacionalidade      | Tempo   | Notas |
| ---- | ----------------------- | ------------------ | ------- | ----- |
| 1    | Tonatiuh Gutiérrez      | MEX México         | 19:52.0 | Q     |
| 2    | Tetsuo Okamoto          | BRA Brasil         | 19:52.3 | Q     |
| 3    | Burwell Jones           | USA Estados Unidos | 20:14.9 | Q     |
| 4    | Carlos Alberto Bonacich | ARG Argentina      | 20:43.2 | Q     |
| 5    | Guillermo Villalobo     | CHI Chile          | 21:10.9 |       |

#### Bateria 2
| Pos. | Nome                 | Nacionalidade      | Tempo   | Notas |
| ---- | -------------------- | ------------------ | ------- | ----- |
| 1    | Bill Heusner         | USA Estados Unidos | 20:08.0 | Q     |
| 2    | Luis Child           | COL Colômbia       | 20:14.2 | Q     |
| 3    | Federico Zwank       | ARG Argentina      | 20:24.5 | Q     |
| 4    | Efrén Fierro         | MEX México         | 20:28.2 | Q     |
| 5    | João Gonçalves Filho | BRA Brasil         | 20:49.1 |       |

### Final
| Pos.              | Nome                    | Nacionalidade      | Tempo   |
| ----------------- | ----------------------- | ------------------ | ------- |
| Medalha de ouro   | Tetsuo Okamoto          | BRA Brasil         | 19:23.3 |
| Medalha de prata  | Tonatiuh Gutiérrez      | MEX México         | 19:24.5 |
| Medalha de bronze | Efrén Fierro            | MEX México         | 19:57.4 |
| 4                 | Burwell Jones           | USA Estados Unidos | 20:10.3 |
| 5                 | Carlos Alberto Bonacich | ARG Argentina      | 20:10.5 |
| 6                 | Bill Heusner            | USA Estados Unidos | 20:11.3 |
| 7                 | Federico Zwank          | ARG Argentina      | 20:11.9 |
| 8                 | Luis Child              | COL Colômbia       | 20:24.5 |

Legenda
| Recorde mundial       | Recorde mundial (World record)               |                       | Recorde africano                      | Recorde africano (African) |                                           | Q | Classificado por posição (Qualified) |
| Recorde do campeonato | Recorde do campeonato (Championship record)  | Recorde da América    | Recorde da América (Americas)         | q                          | Classificado por melhor tempo (Qualified) |   |                                      |
| Melhor marca do ano   | Melhor marca do ano (World leading)          | Recorde asiático      | Recorde asiático (Asian)              | DNS                        | Não largou (Did not start)                |   |                                      |
| Recorde nacional      | Recorde nacional (National record)           | Recorde europeu       | Recorde europeu (European)            | DNF                        | Não terminou (Did not finish)             |   |                                      |
| Recorde pessoal       | Recorde pessoal do atleta (Personal best)    | Recorde da Oceania    | Recorde da Oceania (Oceania)          | DSQ / DQ                   | Desclassificado (Disqualified)            |   |                                      |
| Recorde da temporada  | Recorde da temporada do atleta (Season best) | Recorde sul-americano | Recorde sul-americano (South America) | NM                         | Sem marca (No mark)                       |   |                                      |